# 電車特定区間
電車特定区間（でんしゃとくていくかん）とは、 JRの旅客営業規則第78条第2項に規定する区間である。東京附近及び大阪附近の幹線区間のうち利用者が特に多い線区・区間について、この区間内の駅を相互発着する場合、普通旅客運賃の計算において幹線区間よりも割安な対キロ賃率を適用するものと規定されている。また、定期旅客運賃についても幹線区間よりも割安な値段が設定されている。入場券料金についても、独自の料金設定がなされている。
加えて、同様の趣旨で電車特定区間とは別に設定されている東京山手線内区間およびかつて存在した大阪環状線内区間、並びにそれらの運賃形態についても本項に記す。

## 概要

### 電車特定区間
旧日本国有鉄道（国鉄）が1984年4月の旅客営業規則改訂時に国電区間の名称で制定した。当時「国電」と呼ばれていた通勤形電車が主力として走行する線区が区間に含まれ、東京駅を中心とした区間の「東京附近における国電区間」と、大阪駅を中心とした区間の「大阪附近における国電区間」が制定された。国鉄分割民営化以降は東日本旅客鉄道（JR東日本）・西日本旅客鉄道（JR西日本）に制度が引き継がれ、それに伴って「電車特定区間」（「東京附近における電車特定区間」（以下、「東京附近」）および「大阪附近における電車特定区間」（以下、「大阪附近」））という名称になった。電車特定区間相互間における普通旅客運賃および定期旅客運賃について、通常の幹線のそれより割安な運賃が適用される。

### 東京山手線内・大阪環状線内
電車特定区間制定と同時に「大阪環状線内」区間が制定され、以前より存在していた「東京山手線内」区間と合わせて、それらの区間相互間において、電車特定区間よりさらに割安な運賃形態が適用されることとなった。「東京山手線内」区間は「東京附近」に、「大阪環状線内」区間は「大阪附近」にそれぞれ内包されている。2025年4月1日をもって、「大阪環状線内」の区分は廃止された。

## 適用線区・区間
1984年4月の旅客営業規則改訂時に「国電区間」として設定し、国鉄分割民営化以降は「電車特定区間」としてJR東日本・JR西日本が設定範囲を決定しているが、変更に関しては概ね制定当時の路線区域における新線開業ないし廃止によるものにとどまっていた。
しかし、2024年5月、JR西日本は制定以来初めて「大阪附近」を大幅に変更することを発表した。2025年4月1日に実施され、変更後の適用線区はこれまでより拡大する一方、「大阪環状線内」の区分は廃止された。
一方、2024年12月、JR東日本は「東京附近」および「東京山手線内」の運賃区分を2026年3月に廃止し、「幹線」へ統合する予定を発表した。これにより、2026年3月以降は「電車特定区間」はJR西日本管内のみの制度となる。
以下の記述は、正式線路名称による。

### 東京附近
- JR東日本
  - 東海道本線
    - 本線：東京駅 - 大船駅（うち、東京駅 - 品川駅間は「東京山手線内」）
    - 品鶴線・羽沢線[注 8]：品川駅 - 新川崎駅 - 鶴見駅 - 羽沢横浜国大駅

  - 南武線：南武支線含む全線全駅
  - 鶴見線：支線を含む全線全駅
  - 武蔵野線：全線全駅
  - 横浜線：全線全駅
  - 根岸線：全線全駅
  - 横須賀線：全線全駅
  - 中央本線：東京駅 - 高尾駅間（うち、東京駅 - 新宿駅間は「東京山手線内」）
  - 青梅線：全線全駅
  - 五日市線：全線全駅
  - 東北本線
    - 本線：東京駅 - 大宮駅（うち、東京駅 - 田端駅間は「東京山手線内」）
    - 尾久支線：日暮里駅 - 尾久駅 - 赤羽駅
    - 埼京線の一部：赤羽駅 - 武蔵浦和駅 - 大宮駅

  - 山手線：全線全駅（「東京山手線内」）
  - 赤羽線[注 9]：全線全駅
  - 常磐線：日暮里駅 - 取手駅
  - 総武本線
    - 本線：東京駅 - 千葉駅
    - 総武緩行線：錦糸町駅 - 御茶ノ水駅（うち、	秋葉原駅 - 御茶ノ水駅間は「東京山手線内」）

  - 京葉線
    - 本線：東京駅 - 千葉みなと駅
    - 支線：市川塩浜駅 - 西船橋駅 - 南船橋駅

### 大阪附近
- JR西日本
  - 東海道本線[注 10]：野洲駅 - 神戸駅
  - 湖西線：山科駅 - 堅田駅
  - 山陰本線[注 11]：京都駅 - 亀岡駅
  - 奈良線：城陽駅 - 京都駅
  - おおさか東線：全線全駅
  - 大阪環状線：全線全駅
  - 桜島線[注 12]：全線全駅
  - JR東西線：全線全駅
  - 福知山線[注 13]：尼崎駅 - 新三田駅
  - 山陽本線[注 14]：神戸駅 - 網干駅
  - 関西本線[注 15]：奈良駅 - JR難波駅
  - 片町線[注 16]：松井山手駅 - 京橋駅
  - 阪和線：全線全駅（羽衣線を含む）
  - 関西空港線：全線全駅

## 運賃
「東京附近」の大人普通旅客運賃・大人IC運賃と「大阪附近」の大人普通旅客運賃、そして比較のためJR本州三社幹線の大人普通旅客運賃・JR東日本大人IC運賃を記す。小児運賃は大人運賃の半額としたうえ普通旅客運賃は10円未満を切り捨て、JR東日本のIC運賃は1円未満を切り捨てる。「東京附近」と「大阪附近」は鉄道駅バリアフリー料金制度による料金10円の加算を含む。
- 営業キロは、1km未満を切り上げる。
- 10km以下の区間の運賃は、各約款に個別に規定された運賃[注 19]（および鉄道駅バリアフリー料金制度による加算料金[注 18]）を用いる。
- 11km以上の区間の運賃は、以下の賃率に基づき税抜き運賃を算出し、それに消費税額（および鉄道駅バリアフリー料金制度による料金[注 18]）を加え、10円未満について「東京附近」「東京山手線内」区間は切り上げ、それ以外は四捨五入する。
  - 賃率：東京附近が15円30銭、大阪附近が15円50銭。なお、11km以上300km以下の本州三社の幹線は16円20銭。
- （）内は「東京山手線内」の運賃（10km以下は電車特定区間の運賃形態を適用）。

| 営業キロ  | 東京附近   | 東京附近   | 大阪附近 | 幹線     | 幹線   |
| 営業キロ  | 普通運賃   | IC運賃     | 普通運賃 | 普通運賃 | IC運賃 |
| --------- | ---------- | ---------- | -------- | -------- | ------ |
| 初乗り3km | 150        | 146        | 150      | 150      | 147    |
| 4 - 6     | 170        | 167        | 180      | 190      | 189    |
| 7 - 10    | 180        | 178        | 200      | 200      | 199    |
| 11 - 15   | 230（210） | 230（208） | 240      | 240      | 242    |
| 16 - 20   | 320（280） | 318（274） | 320      | 330      | 330    |
| 21 - 25   | 410（360） | 406（351） | 410      | 420      | 418    |
| 26 - 30   | 490（430） | 483（428） | 490      | 510      | 506    |
| 31 - 35   | 580（500） | 571（494） | 580      | 590      | 594    |
| 36 - 40   | 660（580） | 659（571） | 660      | 680      | 682    |
| 41 - 45   | 740（640） | 736（637） | 750      | 770      | 770    |
| 46 - 50   | 830        | 824        | 840      | 860      | 858    |
| 51 - 60   | 950        | 945        | 960      | 990      | 990    |
| 61 - 70   | 1,110      | 1,110      | 1,120    | 1,170    | 1,166  |
| 71 - 80   | 1,280      | 1,275      | 1,300    | 1,340    | 1,342  |
| 81 - 90   | 1,460      | 1,451      | 1,460    | 1,520    | 1,518  |
| 91 - 100  | 1,620      | 1,616      | 1,640    | 1,690    | 1,694  |
| 101 - 120 | 1,880      | 1,880      | 1,880    | 1,980    | 1,980  |
| 121 - 140 | 2,210      | 2,210      | 2,210    | 2,310    | 2,310  |
| 140 - 160 | 2,540      | 2,540      | 2,540    | 2,640    | 2,640  |
| 161 - 180 | 2,870      | 2,870      | 2,870    | 3,080    | 3,080  |
| 181 - 200 | 3,200      | 3,200      | 3,200    | 3,410    | 3,410  |
| 201 - 220 | 3,530      | 3,530      | 3,530    | 3,740    | 3,740  |
| 221 - 240 | 3,860      | 3,860      | 3,860    | 4,070    | 4,070  |
| 241 - 260 | 4,190      | 4,190      | 4,190    | 4,510    | 4,510  |
| 261 - 280 | 4,520      | 4,520      | 4,520    | 4,840    | 4,840  |
| 281 - 300 | 4,850      | 4,850      | 4,850    | 5,170    | 5,170  |
| 301 - 320 | 5,180      | 5,180      | 5,180    | 5,500    | 5,500  |
| 321 - 340 | 5,510      | 5,510      | 5,510    | 5,720    | 5,720  |
| 341 - 360 | 5,730      | 5,730      | 5,730    | 6,050    | 6,050  |
| 361 - 380 | 5,950      | 5,950      | 5,950    | 6,380    | 6,380  |
| 381 - 400 | 6,280      | 6,280      | 6,280    | 6,600    | 6,600  |

なお、本項では詳細を省略するが、定期旅客運賃に関しても、通常の幹線における定期旅客運賃よりも割安な運賃設定がなされており、また鉄道駅バリアフリー料金制度も導入されている。
さらに、この運賃形態は新幹線（東海道新幹線：東京 - 品川、東北新幹線：東京 - 大宮、東海道・山陽新幹線：京都 - 姫路）相互間を含む区間（新神戸駅発着を含む）に乗車する場合にも準用される。具体的には、乗車全区間がそれらの新幹線区間相互間および電車特定区間を合わせた区間に収まる場合、上記の運賃形態が適用される。
入場券料金については、普通入場券および定期入場券ともに、各初乗り3kmのものに等しい。

## 沿革
- 1984年
  - 4月20日：「国電区間」および「大阪環状線内」区間を制定。すでに制定されていた「東京山手線内」[注 4]区間を含め、それらの区間相互間において幹線運賃より割安な運賃設定がなされる。営業キロが10km以内であれば「国電区間」相互間では共通の運賃形態であった。11km以上については「東京山手線内」「大阪環状線内」相互区間内にのみ割安な運賃形態が適用され、「東京山手線内」「大阪環状線内」で完結しない「国電区間」相互間では、営業キロが11km以上の場合は通常の幹線運賃が適用された。
    - 国電区間
      - 東京附近：東海道本線（東京 - 大船）、南武線、鶴見線、武蔵野線、横浜線、根岸線、横須賀線、中央本線（東京 - 高尾）、青梅線、五日市線、東北本線（東京 - 大宮、日暮里 - 尾久 - 赤羽）、山手線、赤羽線、常磐線（日暮里 - 取手）、総武本線（東京 - 千葉、錦糸町 - 御茶ノ水）
      - 大阪附近：東海道本線（京都 - 神戸）、大阪環状線、桜島線、山陽本線（神戸 - 西明石）、関西本線（奈良 - 湊町）、片町線（長尾 - 片町）、阪和線

    - 東京山手線内[注 23]：東海道本線（東京 - 品川）、中央本線（東京 - 新宿）、東北本線（東京 - 田端）、山手線、総武本線（秋葉原 - 御茶ノ水）
    - 大阪環状線内：大阪環状線、桜島線、関西本線（天王寺 - 湊町）、片町線（京橋 - 片町）
- 1985年
  - 4月20日：「東京附近」に、東海道本線支線の品鶴線（品川 - 新川崎 - 鶴見）を追加。これまでは「国電区間」内相互間かつ10km以内の区間であれば「東京山手線内」「大阪環状線内」区間内完結か否かを問わず同一の運賃が適用されていたが、7kmから10kmまでの場合に完結する場合としない場合で別の運賃が適用されるようになる[注 24]。
  - 9月30日：東北本線（埼京線：赤羽 - 武蔵浦和 - 大宮）開業に伴い、「東京附近」に同区間を追加。
- 1986年
  - 3月3日：京葉線（西船橋 - 千葉港）開業に伴い、「東京附近」に同区間を追加。
  - 9月30日：「東京山手線内」「大阪環状線内」区間内で完結しない11km以上の「国電区間」相互間に幹線運賃よりも割安な運賃制度を適用。これにより、距離を問わず幹線運賃よりも割安な運賃制度が適用されたこととなる。
- 1987年
  - 4月1日：国鉄分割民営化に伴い、「国電区間」の名称を「電車特定区間」に変更。
- 1988年
  - 12月1日：京葉線（新木場 - 南船橋、市川塩浜 - 西船橋）開業に伴い、「東京附近」に同区間を追加[注 25]。
- 1990年
  - 3月10日：京葉線（東京 - 新木場）開業に伴い、「東京附近」に同区間を追加。
- 1996年
  - 1月10日：それまで同一の運賃制度が適用されてきた「東京附近」および「大阪附近」相互間のうち、10km以内の区間の運賃において運賃制度が分割され、両者異なる運賃となった[注 26]。
- 1997年
  - 3月8日：JR東西線（京橋 - 尼崎）開業に伴い、「大阪附近」に同区間を追加。片町線（京橋 - 片町）廃止に伴い、「大阪附近」および「大阪環状線内」区間から同区間を削除。
- 2008年
  - 3月15日：おおさか東線（放出 - 久宝寺）開業に伴い、「大阪附近」に同区間を追加。
- 2014年
  - 4月1日：それまで同一の運賃形態が適用されてきた「東京山手線内」区間および「大阪環状線内」区間相互間（それぞれ営業キロ11km以上）、「東京附近」および「大阪附近」相互間（それぞれ営業キロ11km以上）が、別個の運賃形態が適用されるようになる[11]。
- 2019年
  - 3月16日：おおさか東線（新大阪 - 放出）開業に伴い、「大阪附近」に同区間を追加。
  - 11月30日：東海道本線（相鉄・JR直通線：鶴見 - 羽沢横浜国大）開業に伴い、「東京附近」に同区間を追加[12]。
- 2023年
  - 3月18日：「東京附近」相互間[注 27]において、鉄道駅バリアフリー料金制度が導入される[13]。
  - 4月1日：「大阪附近」相互間[注 28]において、鉄道駅バリアフリー料金制度が導入される[7]。
- 2025年
  - 4月1日：「大阪附近」について、適用線区の拡大（以下の路線を追加）が行われ、同時に賃率を1.3％改定。併せて「大阪環状線内」の運賃区分は廃止[1]。
    - 大阪附近：東海道本線（野洲 - 京都）、湖西線（山科 - 堅田）、山陰本線（京都 - 亀岡）、奈良線（城陽 - 京都）、福知山線（尼崎 - 新三田）、山陽本線（西明石 - 網干）、片町線（松井山手 - 長尾）、関西空港線

今後の計画
- 2026年3月に「東京附近」および「東京山手線内」の運賃区分（鉄道駅バリアフリー料金制度含む）を廃止し、「幹線」に統合することを含む運賃改定を国土交通大臣に申請したことを、JR東日本が2024年12月6日に発表[2]。

## その他
- JR東日本では、民営化当初より「東京附近」を示す略称として『E電区間』を用いている。『E電』は国鉄時代に「国電」と呼ばれていた、大都市周辺で運転された近距離専用電車または近距離専用電車線の民営化後のJR東日本における呼称であり、『E電』自体は一般に定着した呼称とは言い難い[14]が、2022年現在、同社のプレスリリース等で「電車特定区間（E電区間）」といった表記が見られる[15]。
- 2004年8月、埼玉県知事（当時）の上田清司がJR東日本本社を訪れ、東京都・神奈川県・千葉県に比べ埼玉県内の電車特定区間の範囲が狭いことを不満として、埼玉県内の電車特定区間拡大を請願した。これに同行した埼玉県議会議員の吉田弘は、宇都宮線については常磐線同様茨城県に入って最初の古河駅まで、高崎線については籠原駅までを電車特定区間とするよう主張している[16]。
  - なお、電車特定区間の末端駅である大船駅・高尾駅・武蔵五日市駅・取手駅・千葉駅・千葉みなと駅とも山手線から約40km[注 29]で（取手駅は千葉県を越えて唯一茨城県の駅である）、奥多摩駅・久里浜駅は山手線から約65kmであるのに対し、電車特定区間の埼玉県の末端である大宮駅は、池袋駅・田端駅から約23kmである。
- 2009年度から2012年度にかけて発売されていた「ふるさと行きの乗車券」のうち、2010年度以降のものについては、発駅の設定が電車特定区間内の各駅となっていた[17][18][19]。
- 2024年夏季分までの「青春18きっぷ」および「北海道&東日本パス」は、原則として効力の終了点が24時ないし乗車中の列車が24時を過ぎて最初に停車する駅と設定されていたが、電車特定区間内においては同日付けの終電まで有効であった[注 30][20][21]。

## 類似の趣旨の他制度
- 電車特定区間とは別に民鉄各社線と競合している区間の一部については、民鉄との競合等の輸送市場の動向の観点から[22][23]、さらに安価な特定運賃を設定している区間（特定区間運賃）がある。